# Eisenlinien (Medizin)
Als Eisenlinien werden in der Medizin charakteristische Verfärbungen der Hornhaut des Auges durch Eisenablagerungen bezeichnet.
Jede Unregelmäßigkeit im Bereich der Hornhautoberfläche führt dazu, dass der Tränenfilm ungleichmäßig vom Lid über die Hornhautoberfläche verteilt wird. An diesen Stellen im Hornhautepithel kann sich in charakteristischen Weise Eisen ablagern. Die häufigsten dadurch sichtbar werdenden Eisenlinien sind die physiologische Eisenablagerung an der Stelle des Lidschlusses (Hudson-Stähli-Linie), die Stocker-Linie beim Pterygium, die Ferry-Linie beim Filterkissen nach Glaukomoperation und der Fleischer-Ring beim Keratokonus. Eisenlinien sind zudem nach operativen Eingriffen, z. B. bei radialer Keratotomie, photorefraktiver Keratektomie, Keratoplastik sowie bei Hornhautnarben beschrieben.